# Zonitis californica
Zonitis californica là một loài bọ cánh cứng trong họ Meloidae. Loài này được Wickham miêu tả khoa học năm 1905.